# باشگاه فوتبال ستاره هائیتی
ستاره هائیتی یک باشگاه فوتبال حرفه‌ای مستقر در پورتو پرنس، هائیتی است. پس از فصل ۲۰۰۳، باشگاه به دسته ۳ سقوط کرد.
این تیم ۳ بار قهرمان لیگ هائیتی شده است.